# Tiên đỡ đầu

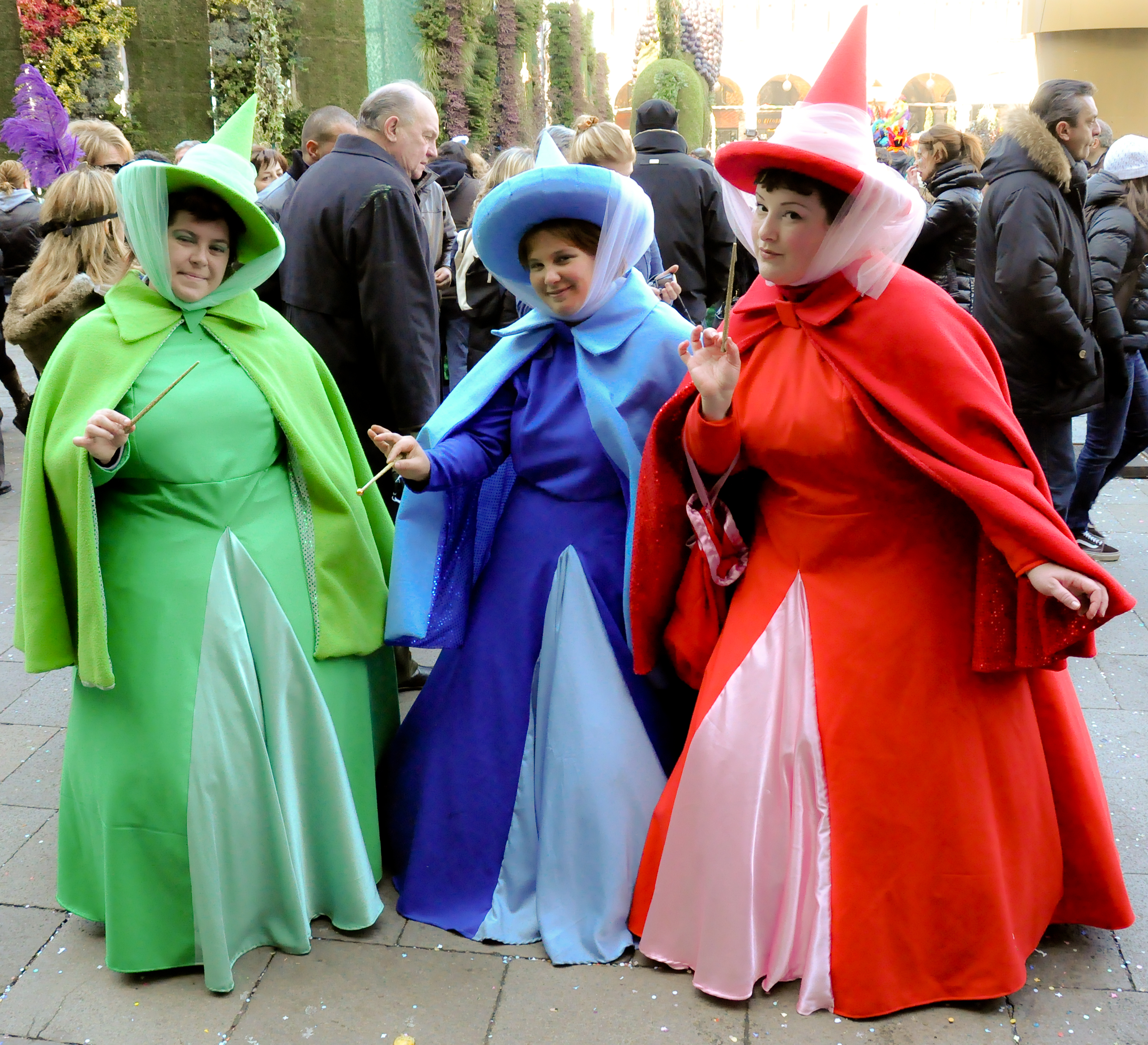
Ba bà tiên đỡ đầu

Trong truyện cổ tích, Tiên đỡ đầu là một nhân vật có sức mạnh ma thuật, người đóng vai trò là người cố vấn hoặc cha mẹ cho ai đó, trong vai trò là cha mẹ đỡ đầu thường xuất hiện nhiều nhất trong cốt truyện. Tiên đỡ đầu có thể là nam hoặc nữ nhưng thường trong truyện chúng ta có thể thấy là hình ảnh tiên nữ xuất hiện nhiều hơn. Chẳng hạn trong Cô bé Lọ Lem sự xuất hiện của bà tiên đã giúp đỡ Lọ Lem có thể đi dự tiệc ở Hoàng cung hoặc sự xuất hiện của ba bà tiên đến chúc phúc cho công chúa trong truyện người đẹp ngủ trong rừng.